# 完颜永济
完颜永济（？—1213年9月11日），小字興勝，原名完颜允济，金章宗時避章宗父完颜允恭諱改名為完颜永济。他是金朝第七位皇帝（1208年12月29日—1213年9月11日在位），在位5年。在其被推翻身故後先降封為東海郡侯、再追復為衛王，卒諡「紹」。

## 生平
完颜永济是完顏允恭之弟，金章宗之叔，金世宗完颜雍第七子，母元妃李氏。他在金世宗大定十一年（1171年）被封薛王，同年改封禭王，先後改封潞王、韓王及衛王。章宗在泰和八年（1208年）农历十一月二十日病死，無嗣，衛王完颜永济被迎立为帝。
刚刚统一蒙古诸部的成吉思汗有意進攻金國，首先出兵進攻臣屬金朝的西夏，西夏向金求援，永济坐視不救。西夏向蒙古屈服後，成吉思汗自大安三年（1211年）起大舉攻金，屢敗金兵。是年九月，蒙古軍逼近中都，因城防堅固兼有重兵防守，於是退兵。次年成吉思汗再次親征金國，一度包圍金西京大同府。同年契丹人耶律留哥在今吉林省境起兵反金，數月之間發展至十餘萬人。耶律留哥依附蒙古，又在迪吉腦兒（今辽宁昌图附近）擊敗六十萬金兵，金國的處境更加不妙。
完颜永济为人优柔寡断，没有安邦治国之才，只是俭约守成。他不善于用人，忠奸不分，最终导致杀身之祸。至寧元年（1213年）八月，蒙古軍再次逼近中都，右副元帥胡沙虎（紇石烈執中）起兵叛亂，弑永济。九月，迎立完顏珣為帝，即金宣宗。胡沙虎請廢永济為庶人，詔百官三百餘人議於朝堂。太子少傅奧屯忠孝、侍讀學士蒲察思忠支持胡沙虎，但戶部尚書武都、拾遺田庭芳等三十人請降永济為王侯。胡沙虎固執前議，金宣宗不得已，乃降封永济為東海郡侯。十月，元帥右監軍朮虎高琪殺胡沙虎。
貞祐四年（1216年），金宣宗詔追復永济為衛王，諡曰紹，後世稱他為衛绍王。

## 宰执大臣
- 仆散端，右丞相（1208年—1209年十二月）；左丞相（1209年十二月—1211年十二月）
- 完颜匡，平章政事（1208年—1209年四月）；尚书令（1209年四月—十二月）
- 孙即康，尚书左丞（1208年—1209年正月）；平章政事（1209年正月—1211年）
- 独吉思忠，独吉思忠（1208年—1209年正月）；平章政事（1209年正月—1211年十一月）
- 孙铎，参知政事（1208年—1210年）；尚书左丞（1210年）
- 完颜撒剌，参知政事（1208年—1209年）
- 徒单公弼，参知政事（1209年—1210年）；尚书右丞（1210年—1211年）；尚书左丞（1211年—1213年）；平章政事（1213年）
- 耿端义，参知政事（1210年—1214年）
- 完颜承裕，参知政事（1211年—十一月）
- 奥屯忠孝，参知政事、尚书右丞（1211年—1213年）
- 梁𤨠，参知政事（1211年）
- 纥石烈执中，权尚书左丞（1211年—1212年）
- 徒单镒，右丞相（1211年十一月—1210年）
- 孟铸，参知政事（1212年—1212年）
- 完顏承暉，参知政事（1212年—1213年）；尚书右丞（1213年）
- 贾铉，参知政事（1212年）
- 完颜福典，尚书右丞（1212年）
- 完颜纲，尚书左丞（1213年）
- 胥鼎，参知政事（1213年）
- 王维翰，参知政事（1213年）
- 徒单铭，尚书右丞（1213年）

## 家庭

### 妻妾
- 衛紹王后徒單氏
- 欽聖夫人袁氏

### 子女
- 梁王完顏從恪
- 完顏琚
- 完顏瑄
- 完顏璪
- 岐國公主（母袁氏）

## 評價
- 元朝官修正史《金史》脱脱等的評價是：“卫绍王政乱于内，兵败于外，其灭亡已有征矣。身弑国蹙，记注亡失，南迁后不复纪载。皇朝中统三年，翰林学士承旨王鹗有志论著，求大安、崇庆事不可得，采摭当时诏令，故金部令史窦祥年八十九，耳目聪明，能记忆旧事，从之得二十余条。司天提点张正之写灾异十六条，张承旨家手本载旧事五条，金礼部尚书杨云翼日录四十条，陈老日录三十条，藏在史馆。条件虽多，重复者三之二。惟所载李妃、完颜匡定策，独吉千家奴兵败，纥石烈执中作难，及日食、星变、地震、氛昆，不相背盭。今校其重出，删其繁杂。《章宗实录》详其前事，《宣宗实录》详其后事。又于金掌奏目女官大明居士王氏所纪，得资明夫人援玺一事，附著于篇，亦可以存其梗概云尔。”[3]
- 明朝官修《元史》，成吉思汗对完颜永济的評價是：“我谓中原皇帝是天上人做，此等庸懦亦为之耶？”[4]

## 周边同时代君主
宋
- 宋宁宗（1194年—1224年）

西辽
- 耶律直鲁古（1177年—1211年）
- 屈出律（1211年—1218年）

西夏
- 夏襄宗（1206年—1211年）
- 夏神宗（1211年—1224年）

高丽
- 高丽熙宗（1204年—1211年）
- 高丽康宗（1211年—1213年）
- 高丽高宗（1213年—1259年）

蒙古
- 成吉思汗（1206年—1227年）

## 延伸阅读
[在维基数据编辑]
 《金史·卷13》，出自脱脱《遼史》

### 引用
1. ↑  據《金史》本紀記載，其即位後的生日“萬秋節”為農曆八月，但日期亦無考。
2. ↑  《金史·衛绍王本紀》：辛卯，胡沙虎矯詔以誅反者，招福海執而殺之，奪其兵。壬辰，自通玄門入，殺知大興府徒單南平、刑部會郎徒單沒拈于廣陽門西。福海男符寶鄯陽、都統石古乃率眾拒戰，死之。胡沙虎叩東華門，遣人呼守直親軍百戶冬兒、五十戶蒲察六斤，不應。許以世襲猛安三品官職，亦不應。都點檢徒單渭河縋而出，護衛斜烈掊鎖啟門，胡沙虎以兵入宮，盡遂衛士，代以其黨，自稱監國都元帥。癸巳，逼上出宮。以素車載至故邸，以武衛軍二百人錮守之。尚宮左夫人鄭氏為內職，掌寶璽，聞難，端居璽所待變。胡沙虎遣黃門入收璽，鄭曰：「璽，天子所用，胡沙虎人臣，取將何為？」黃門曰：「今天時大變，主上猶且不保，況璽乎？禦侍當思自脫計。」鄭厲聲罵曰：「若輩宮中近侍，恩遇尤隆，君難不以死報之，反為逆豎奪璽耶！我死可必，璽必不與。」遂瞑目不語。黃門出，胡沙虎卒取「宣命之寶」，偽除其黨醜奴為德州防禦使、烏古論奪剌順天軍節度使、提控宿直將軍徒單金壽永定軍節度使，及其餘黨凡數十人，皆遷宮。遂使宦者李思中害上于邸。
3. ↑  .   [2011-06-15]. （原始内容存档于2012-07-14）.
4. ↑  .   [2015-05-11]. （原始内容存档于2015-09-24）.